# Morrison (Illinois)
Morrison é uma cidade localizada no estado americano de Illinois, no Condado de Whiteside.

## Demografia
Segundo o censo americano de 2000, a sua população era de 4447 habitantes.
Em 2006, foi estimada uma população de 4359, um decréscimo de 88 (-2.0%).

## Geografia
De acordo com o United States Census Bureau tem uma área de
5,5 km², dos quais 5,5 km² cobertos por terra e 0,0 km² cobertos por água. Morrison localiza-se a aproximadamente 212 m acima do nível do mar.

## Localidades na vizinhança
O diagrama seguinte representa as localidades num raio de 20 km ao redor de Morrison.

## Personalidades
- Robert Andrews Millikan (1868-1953), Prémio Nobel de Física de 1923